# Birger Lundstedt
Wilhelm Birger Lundstedt, född 17 maj 1882 i Maria Magdalena församling i Stockholm, död på samma ort i Klara församling 22 april 1916, var en svensk skådespelare.
Lundstedt kom att medverka i fyra filmer under åren 1912–1913.

## Filmografi
- 1912 – Två bröder
- 1912 – Agaton och Fina
- 1913 – Lappens brud eller Dramat i vildmarken
- 1913 – Amors pilar eller Kärlek i Höga Norden

## Teater

### Roller (ej komplett)
| År   | Roll | Produktion                            | Regi | Teater        |
| ---- | ---- | ------------------------------------- | ---- | ------------- |
| 1906 |      | Allt på sin rätta plats Frans Hedberg |      | Södra Teatern |